# Цейдлер-Даублебски фон Штернек, Эгон
Барон Эгон Цейдлер-Даублебски фон Штернек (нем. Egon Zeidler-Daublebsky von Sterneck; 24 сентября 1870, Грац — 6 декабря 1919, Вена) — австро-венгерский генерал-майор (с 1 мая 1918).

## Биография
Представитель знатного австрийского баронского рода Даублебски фон Штернек.
В 1894 году окончил Терезианскую военную академию. Выпущен лейтенантом в 4-й Тирольский егерский полк с причислением к Генеральному Штабу.
С 1 мая 1912 — подполковник 3-го Тирольского егерского полка.
27 апреля 1914 назначен начальником штаба XII армейского корпуса генерала Г. Кёвесса фон Кёвессгаза, в составе которого участвовал в боях на Восточном фронте Первой мировой войны (бои на реке Дунаец, Брусиловский прорыв), участник Галицийской битвы и др.
С 1 ноября 1914 — полковник
11 августа 1916 был зачислен в штаб фронта под командованием эрцгерцога Карла. Сблизился с командовавшим фронтом наследником австро-венгерского престола . Через 5 дней после восшествия Карла I на престол Э. Цейдлер-Даублебски фон Штернек 26 ноября 1916 был отозван в Вену и зачислен в Военную канцелярию Его Величества.
Э. Цейдлер-Даублебски фон Штернек был одним из ближайших советников императора.
С 20 января 1917 — заместитель начальника канцелярии Его императорского Величества. 1 мая 1918 ему присвоен чин генерал-майора. 8 мая 1918 назначен генерал-адъютантом. 18 мая 1918 — начальник канцелярии Его императорского Величества.
1 мая 1919 вышел в отставку.
Умер в Вене в декабре того же года.